# CIAチベット計画

中央情報局（CIA）

アメリカ中央情報局（CIA）チベット計画とは、1951年から1956年までアメリカ合衆国がチベット人の抗中武装組織に対し行った準軍事的支援や情報収集のみならず、政治的陰謀やプロパガンダ流布も含む秘密作戦の総称。公式にはCIA単独で行われたものの、国務省や国防総省といった他の政府機関とも、密に連携したことでも知られる。
先行する作戦では、孤立した数多くのチベット人抵抗組織の増強を目的としており、最終的にはネパールとの国境に2000人程度の準軍事的勢力を配置するに至る。1964年2月、月々の費用が170万ドルを超えることが明らかとなった
1960年代末に入ると段階的に打ち切られ、1972年のニクソン訪中で終了。

## 概観

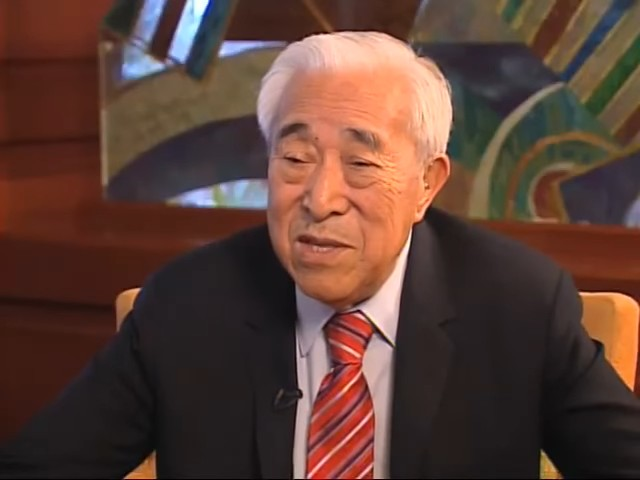
ダライ・ラマ14世の兄に当たるギャロ・ツォンドゥプは、CIAにとって「最も貴重な存在」とされる

政治活動やプロパガンダを通じて、中国共産政権の影響力および軍事力を削ぐのが目的であった。アメリカ国家安全保障会議内の303委員会が計画の賛同や承認を行い、以下のコードネームが付けられた複数の秘密作戦から構成。
- セイント・サーカス（ST CIRCUS） - サイパン島やコロラド州のキャンプヘイル（英語版）でチベット人ゲリラを養成[6][7][8]

- セイント・バーナム（ST BARNUM） - CIA工作員や軍需品、チベットへの支援物資を空輸[9][10]

- セイント・ベイリー（ST BAILEY） - 極秘扱いのプロパガンダ・キャンペーン[9]

## 歴史

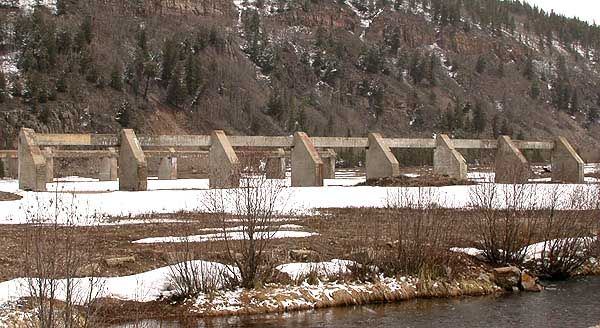
1959年にはCIAが秘密施設を立ち上げ、コロラド州リードヴィル付近のキャンプヘイルでチベット人新兵を養成

CIA傘下のチベット人ゲリラ組織である、チュシ・ガンドゥクの旗

1950年代初頭、CIAは特別行動部（SAD）から準軍事組織を呼び寄せ、中国人民解放軍に対するチベット人抵抗組織の養成、指導に当たる。コロラド州のキャンプヘイルやロッキー山脈でチベット人兵士を訓練した後、ネパールやインドからも中国に対する突撃隊員を徴用し、助言や指揮を行う。加えて、SAD準軍事機関の将校はダライラマのインド亡命を担当。
1955年、カム地方東部（チベットのうち、中国が1949年に西康省蔵族自治区→1955年に四川省カンゼ州などを設置した地域）において地元のチベット人グループが極秘裏に武装蜂起を企て、翌年に暴動が起こる。蜂起した各地の武装勢力はカム地方東部を席巻、複数の中国政府要人を取り囲み漢民族のみならず数100名もの政府職員を殺害。しかし中国軍の反撃を受けると各地の武装集団は抗しきれず敗走、まだガンデンポタンのもとで平穏を保っていた中央チベット（チベットのうち、ガリ・ウー・ツァン・チャンタンなどを合わせた部分。中国で清代から「西蔵」(せいぞう)と呼ばれていた部分にほぼ相当）に逃れた。1957年までにはCIAの支援を得て、統一抗中ゲリラ組織を結成してゆく。カム族の古参ゲリラ兵パルデン・ワンギャルは、この反乱について次のように述べている。
我が兵士は中国のトラックを襲撃し、公文書を複数奪取した。その後アメリカは我々に対する支払額を増額した。 
CIAの訓練を受けた後、チュシ・ガンドゥク（「四つの河・六つの山脈」＝カム地方の別称）という2000名もの規模を持つ武装組織が結成され、 ネパールの山中にある基地から、中国の政府要人を待ち伏せては襲撃するに至る。
1958年にはカム地方で暴動が続く中、2名のカム人ゲリラ兵士がダライ・ラマ14世に謁見し、活動への協力を求めようとした。しかしながら、侍従のファラ・チュブテン・ウォンデンがそのような会見は賢明でないと判断し、要求を拒絶。ツェリン・シャキャによると、「ファラはダライ・ラマ14世やカシャクに2人の到着を知らせず、ダライラマにアメリカからの支援の意志をも伝えなかった」という。
反乱軍は中国政府高官への襲撃を続け、1959年のラサにおける大規模な反乱の後、ダライ・ラマ14世はインドへ亡命を図ることとなる。しかしながら、1960年代末に計画が順次中止を余儀無くされ、リチャード・ニクソンが1970年代初頭、中国との関係改善に乗り出すと終焉を迎える。
その結果、CIAが訓練に当たった1500名もの反乱軍は、各人10000ルピーを受け取り、人民解放軍への襲撃を止め、インドに土地を購入するか、事業を展開。加えて、ホワイトハウスは米中関係に亀裂が入ることを恐れたため、CIAによるチベット人ゲリラに対する訓練の中止を決定する。

## 費用
以下の表は、1968年のみにおける計画の費用の例である。
| 費目                                   | 費用       |
| -------------------------------------- | ---------- |
| 新兵の訓練                             | 45000ドル  |
| ニューヨークやジェノバの利益団体       | 75000ドル  |
| 雑費                                   | 125000ドル |
| ダライ・ラマ14世への経済支援           | 180000ドル |
| 計画の費用                             | 225000ドル |
| コロラド州での極秘訓練                 | 400000ドル |
| 2100名ものチベット人ゲリラに対する支援 | 500000ドル |

## 国際的ロビー活動

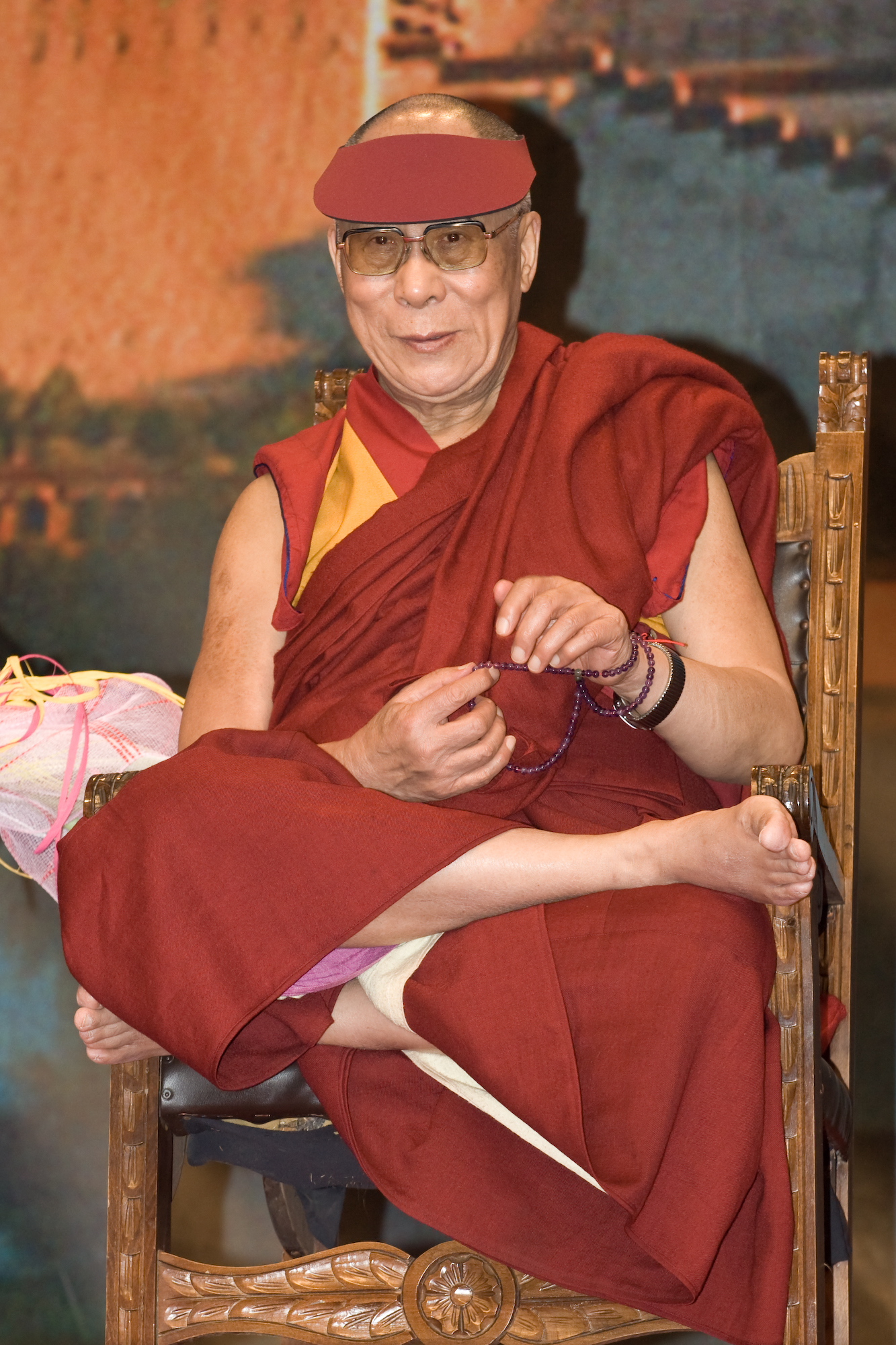
ダライ・ラマ14世

ロンドン在住、オーストラリア出身のマイケル・バックマン(Michael Backman)は、「ダライ・ラマ14世は1950年代末から1974年にかけて、CIAから資金提供を受けており、その額は毎年180,000ドルに上った」、「資金のほとんどは国際的な支援のためのチベット亡命政府によるロビー活動へと費やされるものの、個人に直接支払われた」と述べている。
ダライ・ラマ14世の嘆願は時間の経過と共に効果が薄れてゆくが、ニューヨークに構えた事務所は、国際連合の複数の代表団に対し、今だロビー活動を行っている。その他、ダライ・ラマ14世は元アメリカ合衆国国際連合大使から支援も受けていたという。

## 批判
ダライ・ラマ14世は1991年に自伝『亡命の自由』の中で、「彼ら（CIAなど）がチベット独立のためではなく、共産政権を全て弱体化させる世界的な取り組みの一環として」、CIAがチベット独立運動を支援していたとして批判。
1999年には計画がアメリカの国益に資することを第一の目的としていたため、チベットに害しかもたらさなかったことを認めた。そして、「アメリカの対中政策が変化した時、支援を止めた」と述懐している。